# Cláudio (kommun)
Cláudio är en kommun i Brasilien.   Den ligger i delstaten Minas Gerais, i den sydöstra delen av landet, 600 km sydost om huvudstaden Brasília. Antalet invånare är 25 777.
Följande samhällen finns i Cláudio:
- Cláudio

Omgivningarna runt Cláudio är huvudsakligen savann. Runt Cláudio är det ganska tätbefolkat, med 52 invånare per kvadratkilometer.